# Монток
Монток (англ. Montauk) — статистически обособленная местность, расположенная в округе Саффолк (штат Нью-Йорк, США) с населением 3326 человек по статистическим данным переписи 2010 года.

## География
По данным Бюро переписи населения США статистически обособленная местность Монток имеет общую площадь в 51,28 квадратных километров, из которых 45,32 кв. километров занимает земля и 5,96 кв. километров — вода. Площадь водных ресурсов составляет 11,62 % от всей его площади.
Статистически обособленная местность Монток расположена на высоте 10 метров над уровнем моря.

## Транспорт
Рядом расположена железнодорожная станция Монток.

## Демография
По данным переписи населения 2000 года в Монтоке проживало 3851 человек, 992 семьи, насчитывалось 1593 домашних хозяйств и 4815 жилых домов. Средняя плотность населения составляла около 85 человек на один квадратный километр. Расовый состав Монтока по данным переписи распределился следующим образом: 87,04 % белых, 0,86 % — чёрных или афроамериканцев, 0,1 % — коренных американцев, 0,83 % — азиатов, 1,4 % — представителей смешанных рас, 9,76 % — других народностей. Испаноговорящие составили 23,92 % от всех жителей статистически обособленной местности. По данным переписи 2010 года в Монтоке проживали 3326 человек
Из 1593 домашних хозяйств в 26,9 % — воспитывали детей в возрасте до 18 лет, 47 % представляли собой совместно проживающие супружеские пары, в 8,7 % семей женщины проживали без мужей, 37,7 % не имели семей. 28,6 % от общего числа семей на момент переписи жили самостоятельно, при этом 10,2 % составили одинокие пожилые люди в возрасте 65 лет и старше. Средний размер домашнего хозяйства составил 2,41 человек, а средний размер семьи — 2,9 человек.
Население статистически обособленной местности по возрастному диапазону по данным переписи 2000 года распределилось следующим образом: 20 % — жители младше 18 лет, 6,6 % — между 18 и 24 годами, 33,9 % — от 25 до 44 лет, 25 % — от 45 до 64 лет и 14,5 % — в возрасте 65 лет и старше. Средний возраст жителей составил 39 лет. На каждые 100 женщин в Монтоке приходилось 105,4 мужчин, при этом на каждые сто женщин 18 лет и старше приходилось 109,2 мужчин также старше 18 лет.
Средний доход на одно домашнее хозяйство в статистически обособленной местности составил 42 329 долларов США, а средний доход на одну семью — 50 493 доллара. При этом мужчины имели средний доход в 40 063 доллара США в год против 28 299 долларов среднегодового дохода у женщин. Доход на душу населения в статистически обособленной местности составил 23 875 долларов в год. 8,3 % от всего числа семей и 10,6 % от всей численности населения находилось на момент переписи населения за чертой бедности, при этом 10,9 % из них были моложе 18 лет и 8,5 % — в возрасте 65 лет и старше.

## Галерея
- Беседка в центре города
- Имение Калеба Брэгга в Монтоке
- Восточное побережье озера Монток
- Memory Motel в Монтоке
- Поместье Монток
- Станция береговой охраны острова Стар, на озере Монток
- Радар AN/FPS-35 в городском парке